# Noyemberian
Noyemberian ou Noyemberyan (en arménien Նոյեմբերյան ; jusqu'en 1938 Baran) est une ville du nord-est de l'Arménie, située dans le marz de Tavush, à 187 km d'Erevan, non loin de la frontière azerbaïdjanaise. Elle est traversée par la rivière Koghb.
La ville dont l'économie repose essentiellement sur l'agriculture compte 5 529 habitants en 2008.
Elle est traversée par la M16. 